# جمعیت خیریه فرح پهلوی

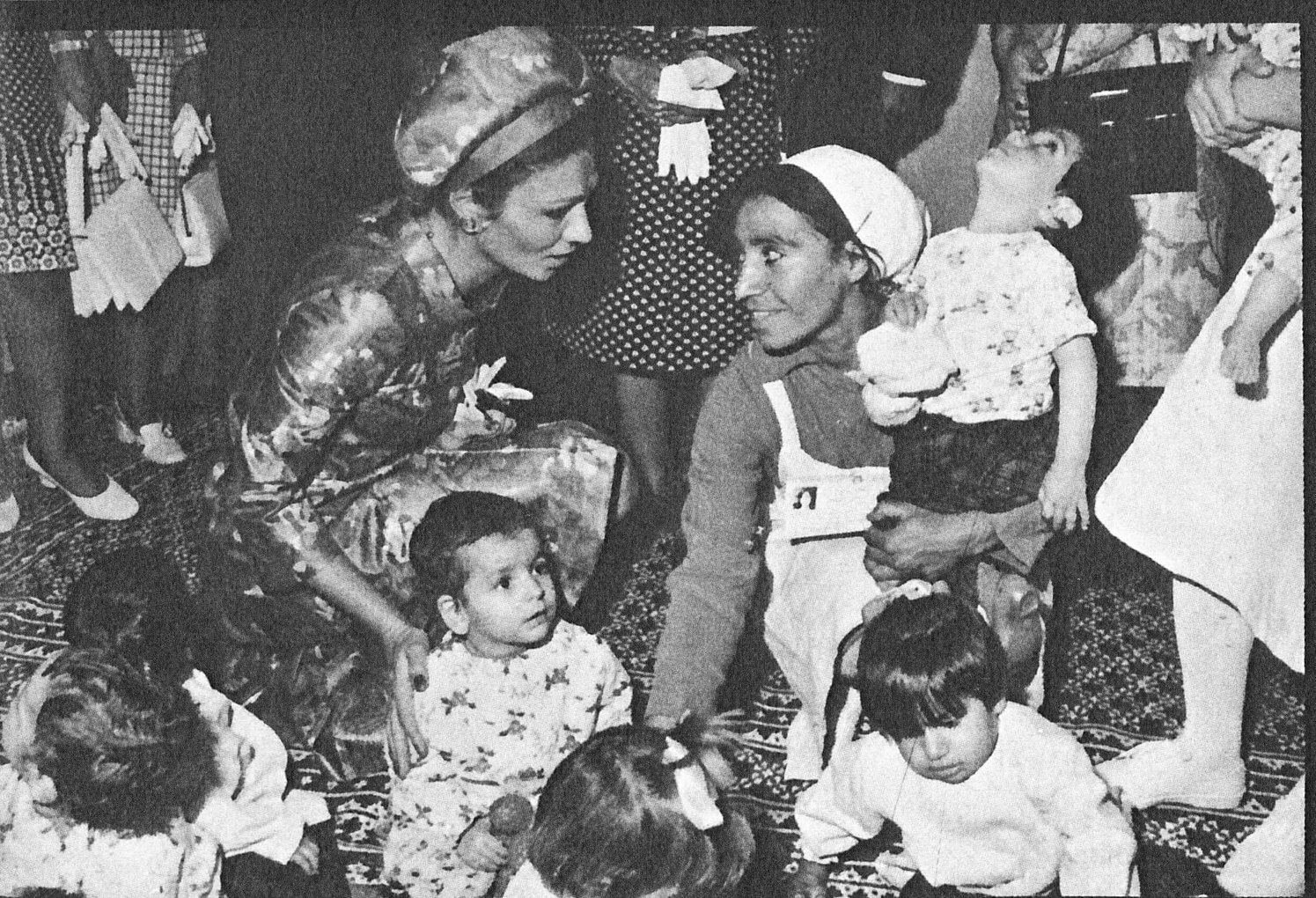
فرح پهلوی درحال بازدید از یک پرورشگاه

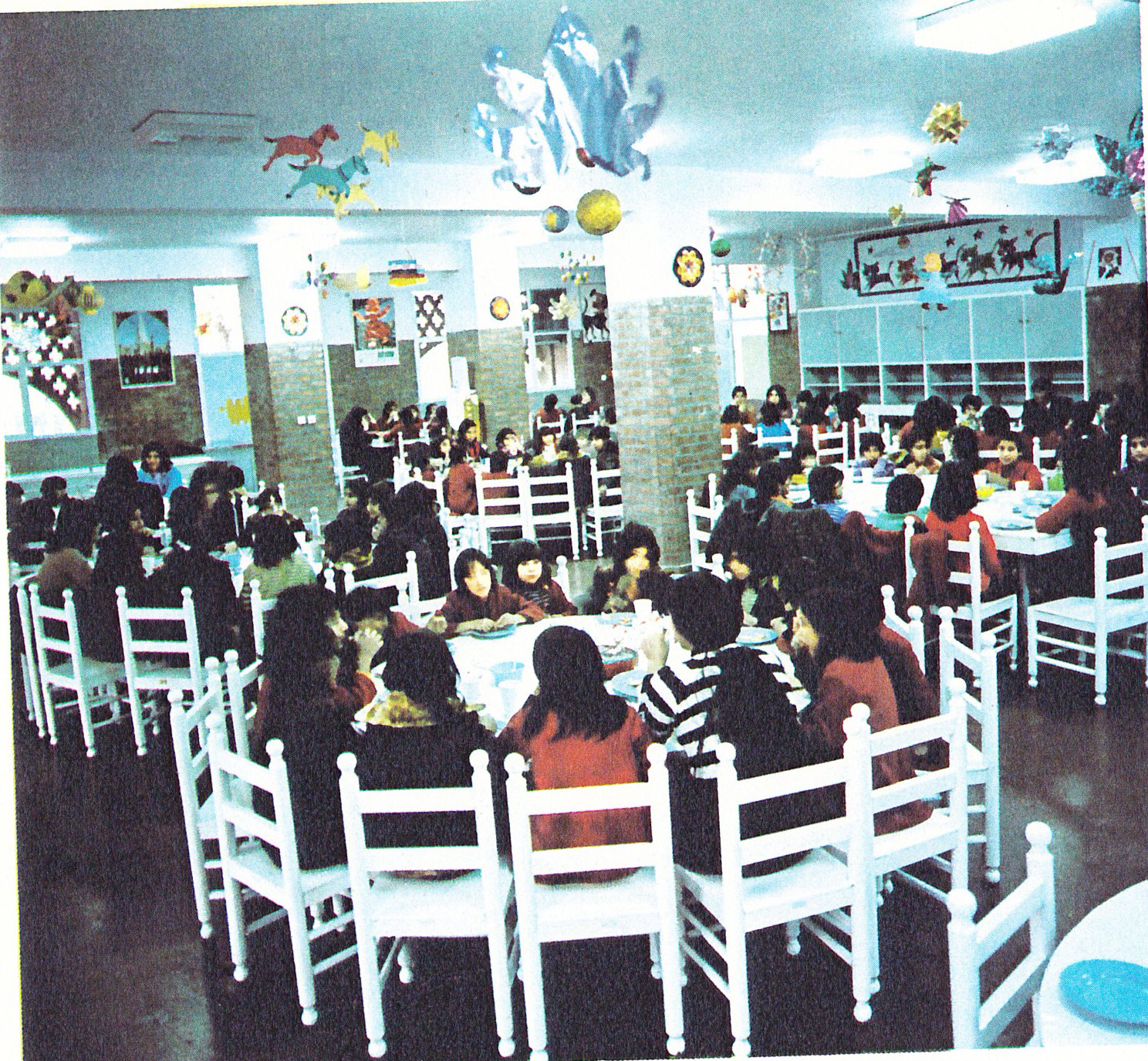
اردوگاه ییلاقی نیاوران

جمعیت خیریه فرح پهلوی یک سازمان ناسودبر بود که در سال ۱۳۳۲ بنیاد شد و ریاست عالیه این جمعیت بر عهده فرح پهلوی بود. این بنیاد در سال ۱۳۱۹ با عنوان "جمعیت خیریه پهلوی" تحت ریاست فوزیه پهلوی، همسر اول محمدرضاشاه تاسیس شد.

## اهداف
هدف‌های این جمعیت بدین قرار هستند:
- ایجاد و بهبود وضع شیرخوار گاه‌ها و مهد کودک‌ها و شبانه‌روزی‌ها
- ایجاد کانون کارکنان جوان (دختر و پسر) و اردوگاه‌های تفریحی و آموزشی و آموزشگاه‌های حرفه‌ای صنعتی و آموزشگاه‌های تر بیت کادر فنی (آموزشگاه کودکیاری).
- بهتر نمودن چگونگی (کیفیت) کار و نگهداری کودکان.
- کاستن از افت تحصیلی بین کودکان دبستانی جمعیت و نشاندن کودکان جمعیت در کلاس درسی مناسب با سن آنان.
- جذب نو جوانان و جوانان جمعیت خیریه فرح پهلوی در بازار کار، جوانان با دنبال کردن حرفه‌های گوناگون در هنرستان‌های وابسته به انجمن توانسته‌اند در سطح گسترده‌ای وارد بازار کار گردند.

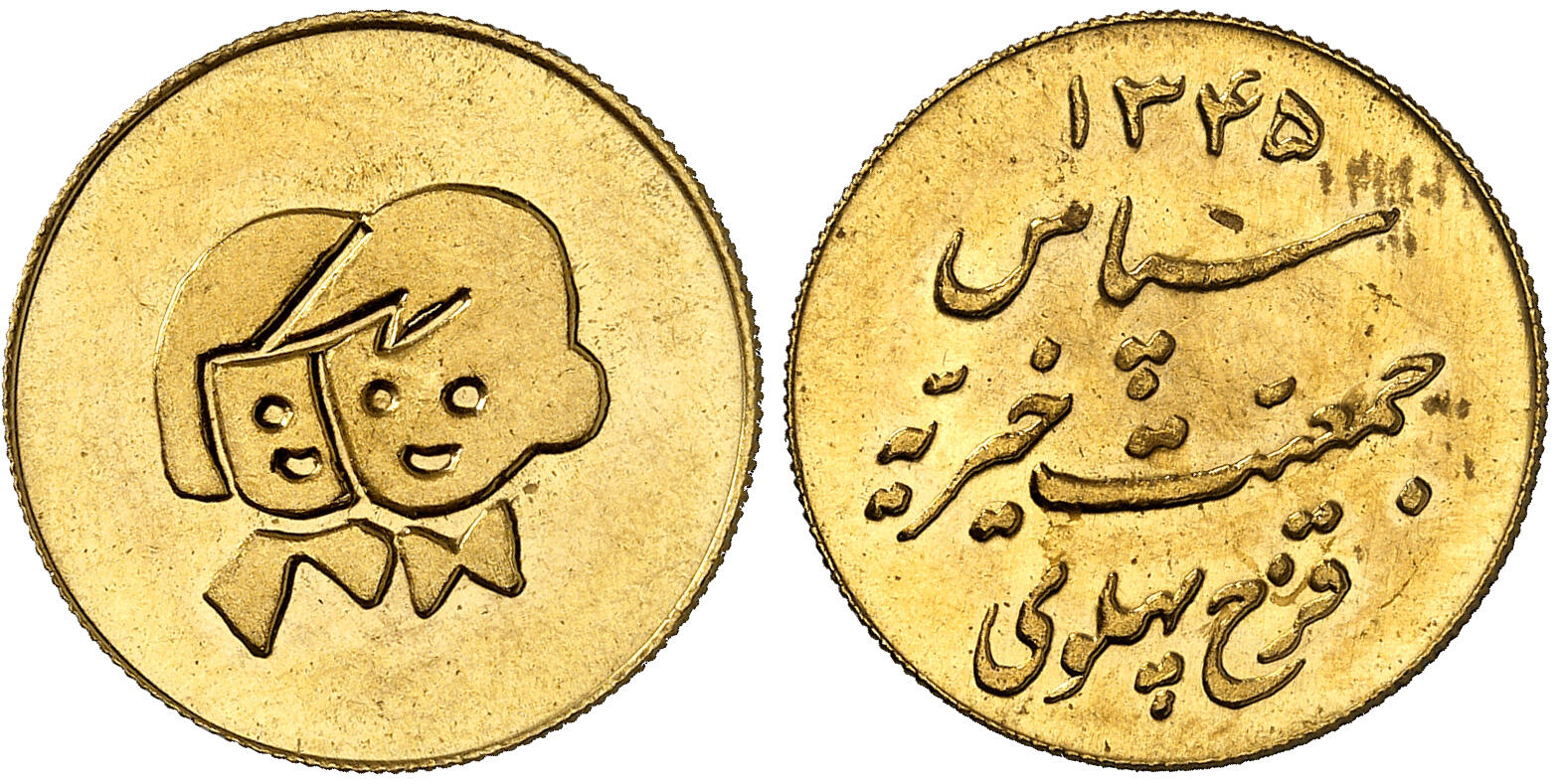
نشان طلای جمعیت خیریه فرح پهلوی

- برنامه‌ریزی طرح‌های مدرن در به کار گماردن مدیران متخصص و تحصیل کرده در همه واحدهای جمعیت وایجاد و بهبود آموزشگاه‌های کودک یاری.

جمعیت خیریه فرح پهلوی در دو بخش فعالیت داشت؛ بخش بهداشت و تغذیه و بخش آموزش و پرورش حرفه‌ای کودکان.

## سازمان، مدیریت و بودجه
جمعیت خیریه فرح پهلوی به وسیله مجمع عمومی و هیئت مدیره و مدیر عامل اداره می‌شد.
این جمعیت علاوه از دریافت کمک های دولتی و وجوه مردمی بخشی از بودجه اش از بودجه پروژه‌های جمعیت خیریه فرح پهلوی از وجوه پرداخت شده از طرف شهرداری‌ها تأمین می‌شد. وجوهی که از طرف شهرداری‌ها پرداخت می‌شدند از درآمد اداره کل گمرک بر اساس حقوق گمرکی و سود بازرگانی واردات کشور بود.

## بخش بهداشت

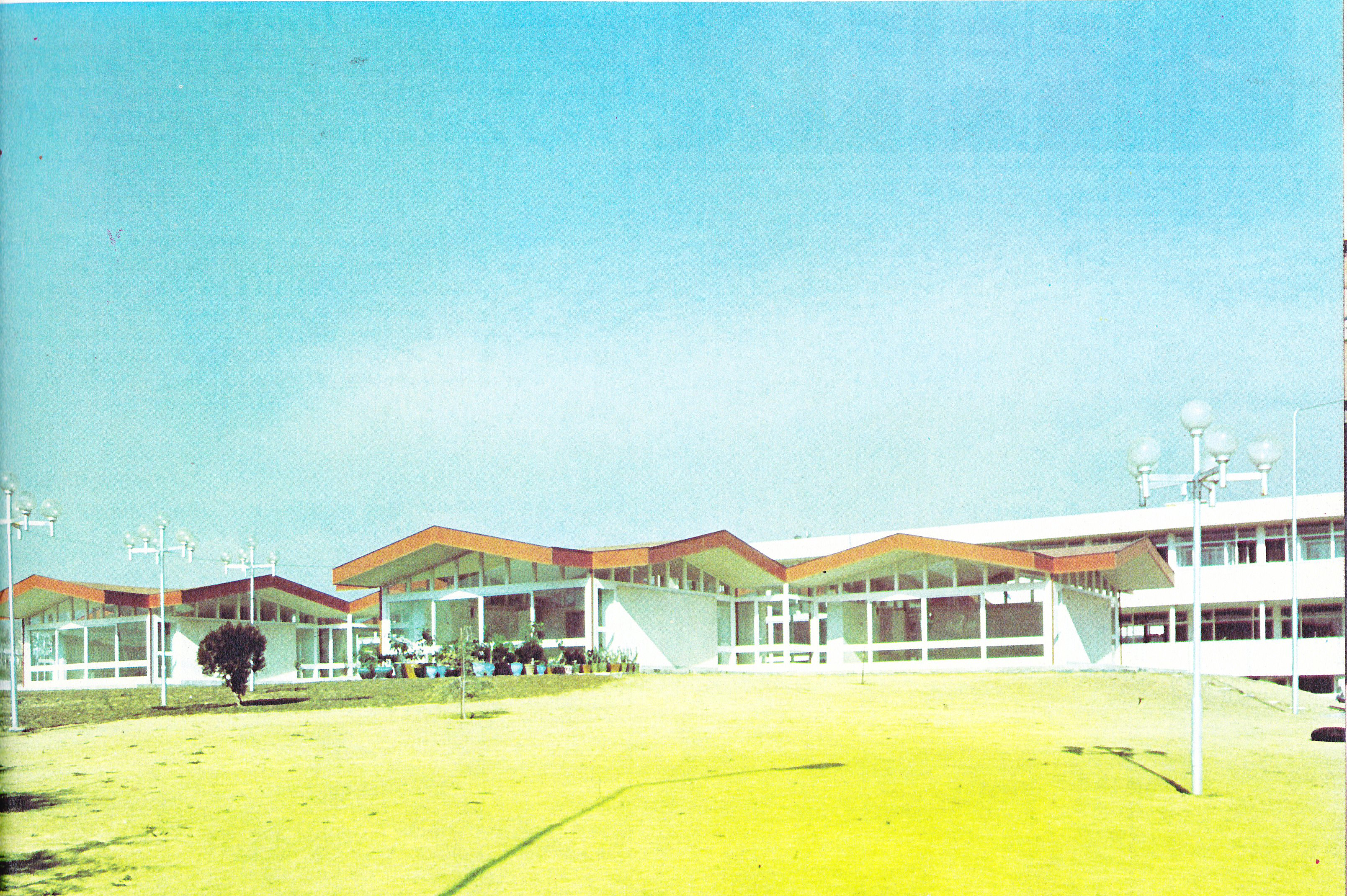
شیرخوارگاه شماره۱

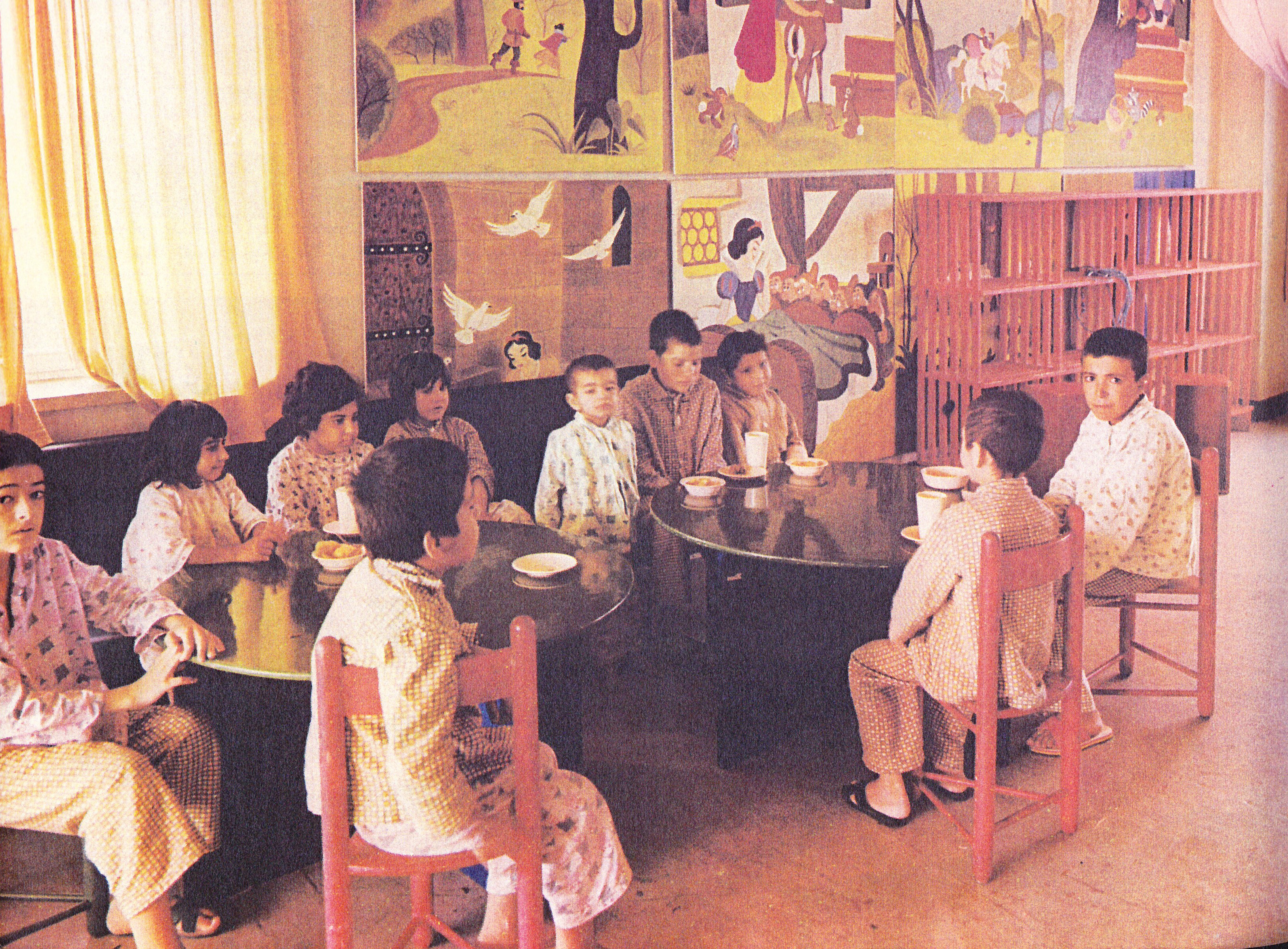
پرورشگاه جمعیت خیریه فرح پهلوی

فعالیت‌های جمعیت خیریه فرح پهلوی در بهداشت و تغذیه کودکان در ایجاد شیر خوارگاه‌ها و مهد کودک‌ها بود که در راستای حمایت از انقلاب سفید و اصل هفتم آن سپاه بهداشت فعالیت می‌کرد.
الف - شیر خوارگاه‌ها: شیر خوارگاه‌ها دو دسته کودک را نگاهداری می‌کردند:
۱ - نوزاد خانواده‌های مستمند: نوزاد خانواده‌های مستمندی که مادرانشان به سبب بیماری در بیمارستان‌ها بستری است و تا زمان بهبود مادر در شیرخوارگاه‌های جمعیت نگاهداری می‌شوند

۲ - کودکان سر راهی: کودکان سر راهی یا کودکانی که پدر یا مادر یا هر دو را از دست داده‌اند و بدون سرپرست مانده‌اند. این کودکان با معرفی مقامات قانونی دادستانی و اداره سر پرستی وزارت دادگستری در شیرخوارگاه ویا یتیم خانه ویا پرورشگاه‌های جمعیت خیریه فرح پهلوی پذیرفته و نگاهداری می‌شوند.
ب - مهد کودک: مهد کودک در ایران را برای نخستین بار جمعیت خیریه فرح پهلوی دایر کرد. این مهد کودک‌ها از کودکان خانواده‌های کارگر که مادران آنان در خارج از خانه کار می‌کنند از صبح تا عصر نگاهداری می‌کنند.

## بخش آموزش و پرورش

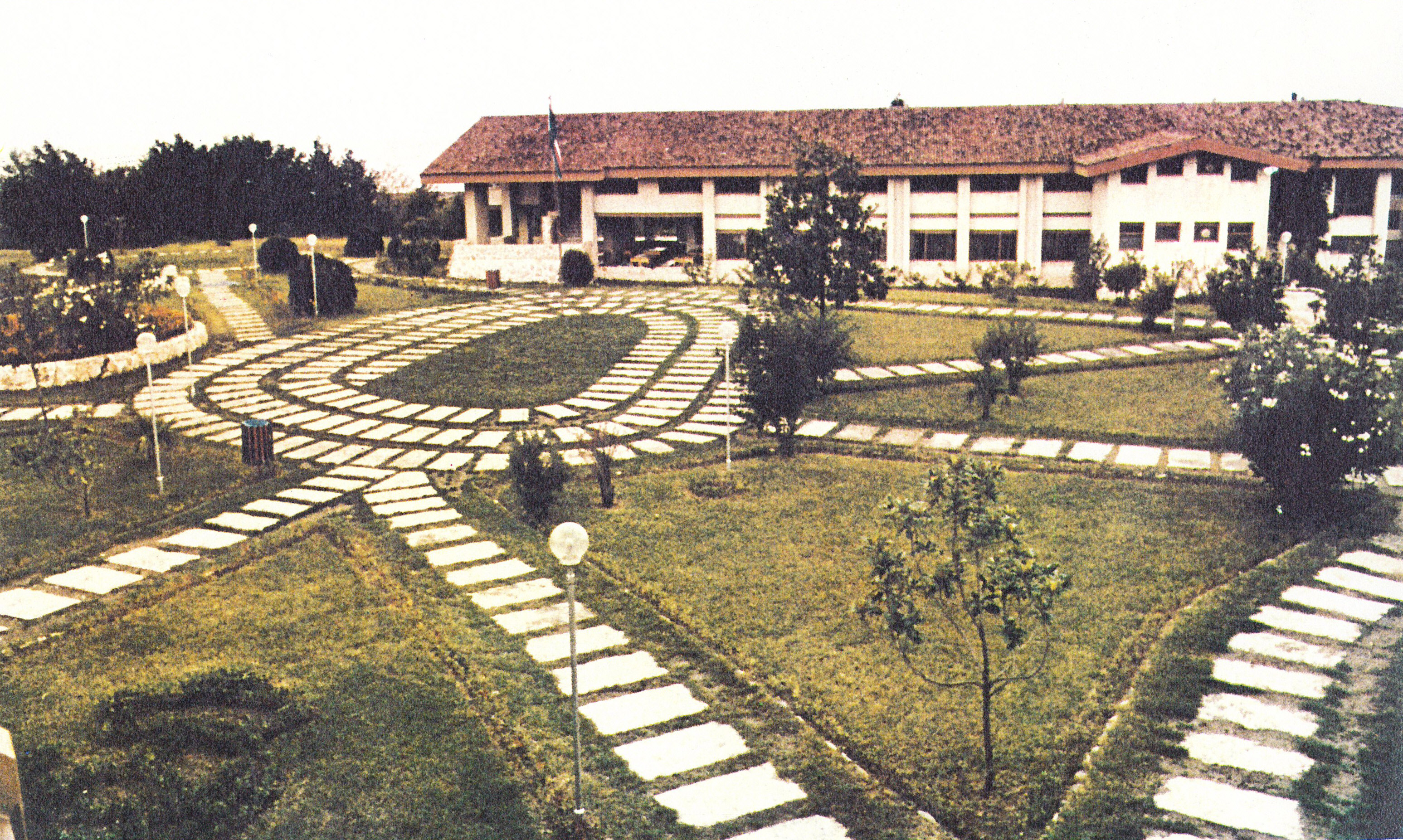
اردوگاه ییلاقی شهسوار جمعیت خیریه فرح پهلوی

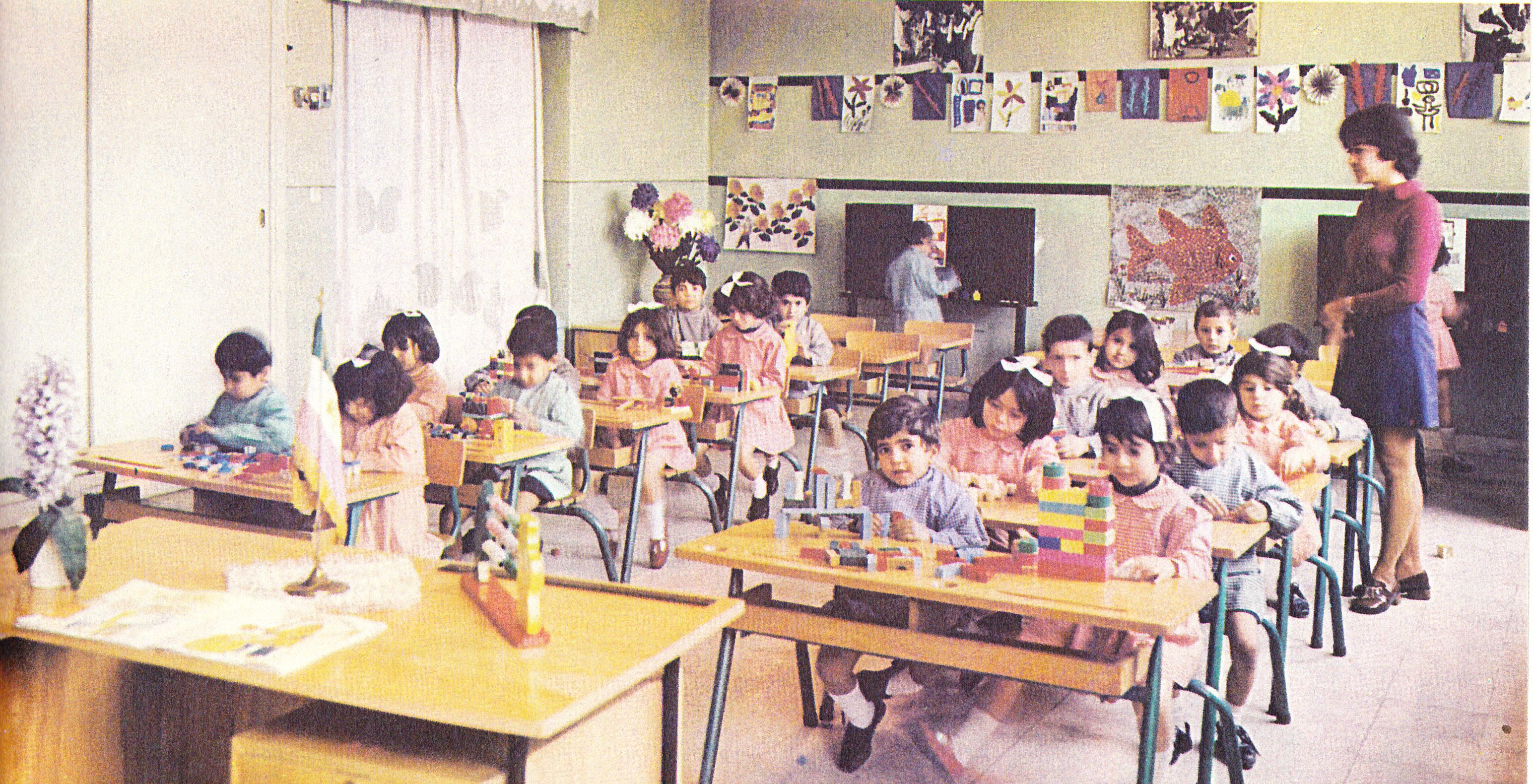
کلاس‌های آمادگی و پرورش ذهنی کودکان

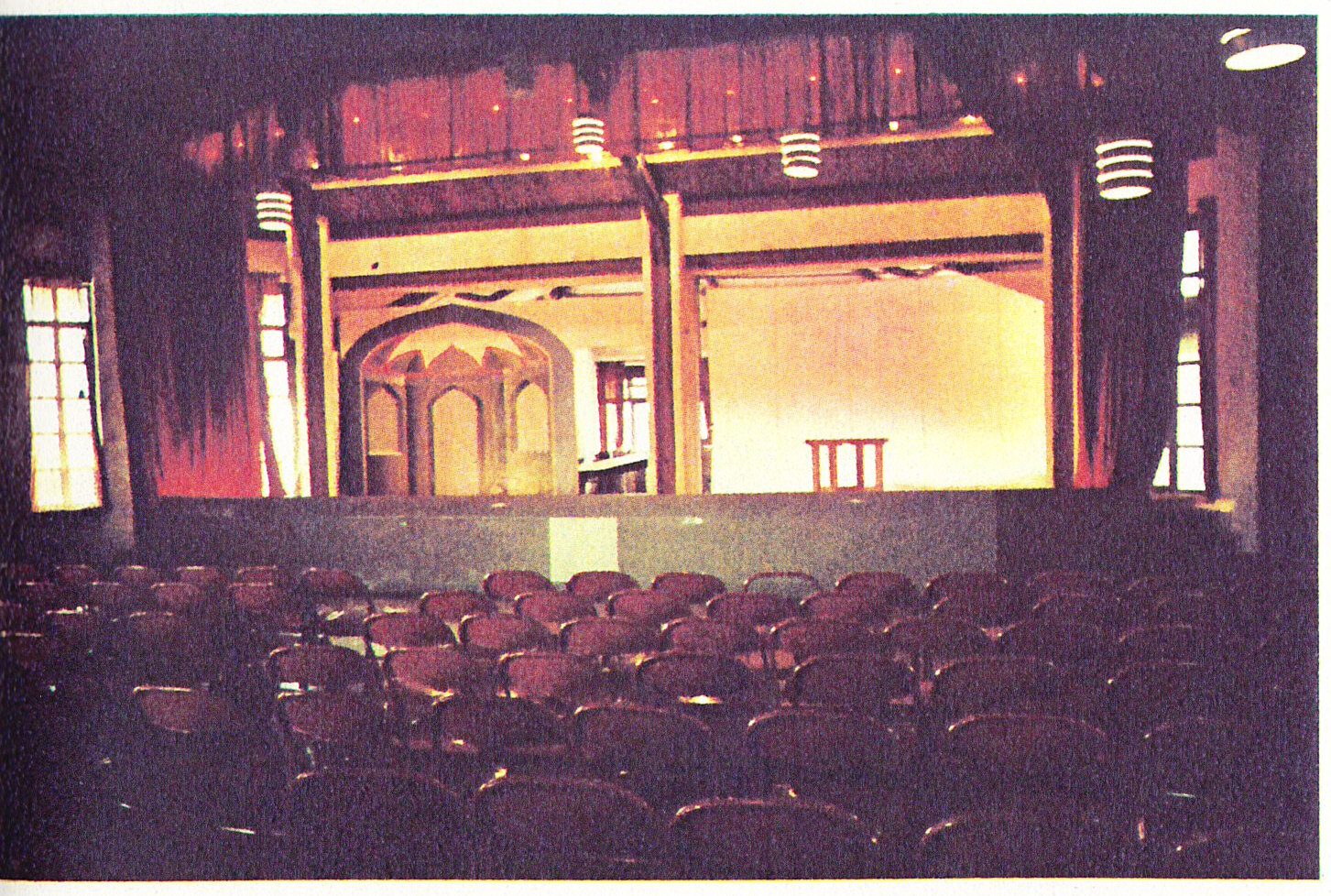
سالن نمایش اردوگاه ییلاقی شهسوار

فعالیت‌های این جمعیت خیریه به آموزش و پرورش کودکان، نو جوانان، و جوانان کشور اختصاص یافته بود که شامل شبانه‌روزی‌ها، اردوگاه‌های نیاوران و شهسوار، کانون کارکنان جوان، آموزشگاه‌های حرفه‌ای، آموزشگاه‌های کودکیاری، دادن بورس تحصیلی واحدهای زیرین بود:
شبانه‌روزی‌ها: نزدیک به چهل و پنج شبانه‌روزی در نقاط مختلف کشور وجود دارد و کودکان به فراگیری رشته‌های گوناگون چون موسیقی، نقاشی، خیاطی، گلدوزی، و کارهای دستی، آرایش، عروسک سازی، تهیه کارت پستال، هتل داری، جلب جهانگردان، آشپزی و ماشین‌نویسی هستند.
اردوگاه‌های نیاوران و شهسوار: دو اردوگاه مجهز در نیاوران تهران و دیگری در شهسوار ایجاد شد که هدف آن گذراندن هنگام فراغت و برنامه‌های سالم تفریحی کودکان و آوردن شادی در زندگی روزانه آن‌ها ست. تاکنون هزاران کودک در گروه‌های سنی شش تا دوازده سال برای دوره‌های بیست روزه تفریحی در نیاوران و هزاران نو جوان از سیزده سال تا هجده در شهسوار از این اردوگاه استفاده کرده‌اند.
کانون کارکنان جوان: برای نو جوانان و جوانانی که در شبانه‌روزی‌های جمعیت بزرگ شده بودند و بنا بر سن خود می‌باید کار کنند و زندگی را خارج از شبانه‌روزی‌ها به گذرانند، کانون کارکنان جوان از اول مرداد ماه هزار و سیصد و چهل و نه دایر شد.
آموزشگاه‌های حرفه‌ای: جمعیت به پرورش استعداد آن دسته از کودکان که به ادامه تحصیل عادی و عمومی چندان گرایشی ندارند و بیشتر به برنامه‌ها و فعالیت‌های حرفه‌ای و صنعتی جلب می‌شوند آموزشگاه‌های حرفه‌ای را دایر نموده‌است که در آن به فراخور استعدادی که کودکان نشان می‌دهند حرفه‌های گوناگون را یادگرفته و در آن مهارت می‌یابند.
آموزشگاه کودکیاری: آموزشگاه کودکیاری جمعیت خیریه فرح پهلوی در سال هزار و سیصد چهل و شش بنیان گذارده شد دوره آموزشگاه سه سال است و کسانی که دوره اول دبیرستان را تمام کرده باشند می‌توانند با شرکت در امتحان ورودی در آموزشگاه پذیرفته شوند.
بورس تحصیلی کودک: جمعیت به کودکان خانواده‌ها پس از بررسی شایسته بودن آن‌ها در آموزش و یادگیری، کمک هزینه تحصیلی می‌دهد. این بورس به شاگردانی داده می‌شود که در سطح متوسط و بالا هستند.

## آسیب‌های طبیعی
در زمان بروز آسیب‌ها و خسارت‌های طبیعی به کشور جمعیت در محل حضور یافته و به آسیب دیدگان بخصوص کودکان خدمات ارائه می‌کرد. در زلزله شهریور ۱۳۴۷ خراسان یک واحد شبانه‌روزی و هفت واحد مهد کودک در فردوس، گناباد، دشت بیاض، چرمه، بینا باج، خنگ بیرجند و خضری بنا شد و بیش از پانصد کودک بی سرپرست زیر پوشش حمایت جمعیت درآمدند.
اکنون و پس از انقلاب ۱۳۵۷ ایران، مسوولیت اداره این جمعیت به جمعیت هلال احمر ایران سپرده شد.